# Fortuna Fossae

Imatge de la Fortuna Fossae des de la missió Mars Odyssey se 2001.

Fortuna Fossae és una estructura geològica del tipus fossa a la superfície de Mart, situada amb el sistema de coordenades planetocèntriques a 7.15 ° de latitud N i 268.81 ° de longitud E. Fa 324.28 km de diàmetre. El nom va ser fet oficial per la UAI l'any 1985 i pren el nom d'una característica d'albedo.